# Ирак на Светском првенству у атлетици на отвореном 2011.
Ирак је учествовао на 13. Светском првенству у атлетици на отвореном 2011. одржаном у Тегу од 27—4. септембра шести пут. Репрезентацију Ирака представљала је једна такмичарка која се такмичила у трци на 400 метара. , 
На овом првенству Ирак није освојио ниједну медаљу. Није било нових националних рекорда ни личних рекорда.

## Учесници
Жене:
- Alaa Hikmat Al-Qaysi — 400 м

## Резултати

### Жене
| Атлетичар            | Дисциплина | Лични рекорд | Квалификације | Квалификације | Полуфинале            | Полуфинале            | Финале                | Финале       | Детаљи |
| Атлетичар            | Дисциплина | Лични рекорд | Резултат      | Место         | Резултат              | Место                 | Резултат              | Место        | Детаљи |
| -------------------- | ---------- | ------------ | ------------- | ------------- | --------------------- | --------------------- | --------------------- | ------------ | ------ |
| Alaa Hikmat Al-Qaysi | 400 м      | 54,68        | 55,62         | 5. у гр. 2    | Није се квалификовала | Није се квалификовала | Није се квалификовала | 32 / 36 (37) |        |